# Graye-sur-Mer
Ne doit pas être confondu avec Graye-et-Charnay.
Graye-sur-Mer est une commune française, située dans le département du Calvados en région Normandie, peuplée de 767 habitants.

## Géographie
La commune est située sur le littoral de la mer de la Manche, à côté de Courseulles-sur-Mer, à dix-huit kilomètres au nord de Caen. Graye-sur-Mer appartient au Bessin.
| Manche               | Manche        | Manche              |
| Ver-sur-Mer          | Graye-sur-Mer | Courseulles-sur-Mer |
| Sainte-Croix-sur-Mer | Banville      |                     |

### Hydrographie
La commune est située dans le bassin Seine-Normandie. Elle est drainée par la Seulles et divers autres petits cours d'eau,.
La Seulles, d'une longueur de 72 km, prend sa source dans la commune de Dialan sur Chaîne et se jette  dans la baie de Seine à Courseulles-sur-Mer, après avoir traversé 31 communes. 

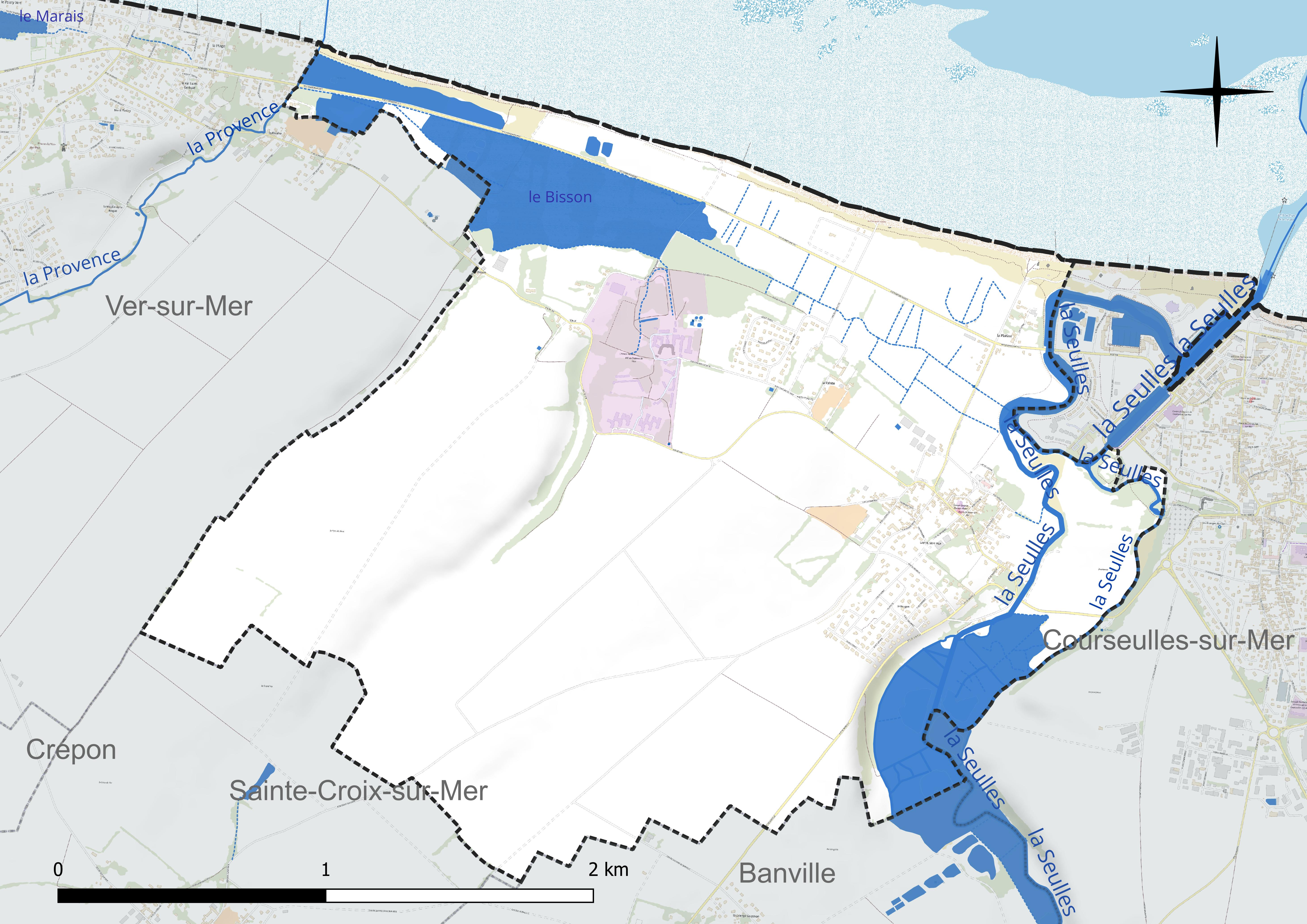
Réseau hydrographique de Graye-sur-Mer.

Un plan d'eau complète le réseau hydrographique : le Bisson, d'une superficie totale de 29,4 ha (28,4 ha sur la commune),.

### Climat
Pour des articles plus généraux, voir Climat de la Normandie et Climat du Calvados.
En 2010, le climat de la commune est de type climat océanique altéré, selon une étude du CNRS s'appuyant sur une série de données couvrant la période 1971-2000. En 2020, Météo-France publie une typologie des climats de la France métropolitaine dans laquelle la commune est exposée à un climat océanique et est dans la région climatique  Normandie (Cotentin, Orne), caractérisée par une pluviométrie relativement élevée (850 mm/a) et un été frais (15,5 °C) et venté. Parallèlement le GIEC normand, un groupe régional d'experts sur le climat, différencie quant à lui, dans une étude de 2020, trois grands types de climats pour la région Normandie, nuancés à une échelle plus fine par les facteurs géographiques locaux. La commune est, selon ce zonage, exposée à un « climat des plateaux abrités », correspondant à la plaine agricole de Caen à Falaise, sous le vent des collines de Normandie et proche de la mer, se caractérisant par une pluviométrie et des contraintes thermiques modérées.
Pour la période 1971-2000, la température annuelle moyenne est de 10,9 °C, avec  une amplitude thermique annuelle de 11,5 °C. Le cumul annuel moyen de précipitations est de 657 mm, avec 11,6 jours de précipitations en janvier et 7,1 jours en juillet. Pour la période 1991-2020, la température moyenne annuelle observée sur la station météorologique la plus proche, située sur la commune de Bernières-sur-Mer à 4 km à vol d'oiseau, est de 11,7 °C et le cumul annuel moyen de précipitations est de 695,0 mm,. Pour l'avenir, les paramètres climatiques de la commune estimés pour 2050 selon différents scénarios d'émission de gaz à effet de serre sont consultables sur un site dédié publié par Météo-France en novembre 2022.

## Urbanisme

### Typologie
Au 1er janvier 2024, Graye-sur-Mer est catégorisée commune rurale à habitat dispersé, selon la nouvelle grille communale de densité à 7 niveaux définie par l'Insee en 2022.
Elle est située hors unité urbaine. Par ailleurs la commune fait partie de l'aire d'attraction de Caen, dont elle est une commune de la couronne,. Cette aire, qui regroupe 296 communes, est catégorisée dans les aires de 200 000 à moins de 700 000 habitants,.
La commune, bordée par la baie de Seine, est également une commune littorale au sens de la loi du 3 janvier 1986, dite loi littoral. Des dispositions spécifiques d'urbanisme s'y appliquent dès lors afin de préserver les espaces naturels, les sites, les paysages et l'équilibre écologique du littoral, tel le principe d'inconstructibilité, en dehors des espaces urbanisés, sur la bande littorale des 100 mètres, ou plus si le plan local d'urbanisme le prévoit.

### Occupation des sols
L'occupation des sols de la commune, telle qu'elle ressort de la base de données européenne d'occupation biophysique des sols Corine Land Cover (CLC), est marquée par l'importance des territoires agricoles (74,6 % en 2018), une proportion sensiblement équivalente à celle de 1990 (75,3 %). La répartition détaillée en 2018 est la suivante : 
terres arables (55,5 %), prairies (15,3 %), zones humides intérieures (11,1 %), zones urbanisées (5,9 %), forêts (4,1 %), zones agricoles hétérogènes (3,8 %), zones humides côtières (2,7 %), zones industrielles ou commerciales et réseaux de communication (1,7 %). L'évolution de l'occupation des sols de la commune et de ses infrastructures peut être observée sur les différentes représentations cartographiques du territoire : la carte de Cassini (XVIIIe siècle), la carte d'état-major (1820-1866) et les cartes ou photos aériennes de l'IGN pour la période actuelle (1950 à aujourd'hui).

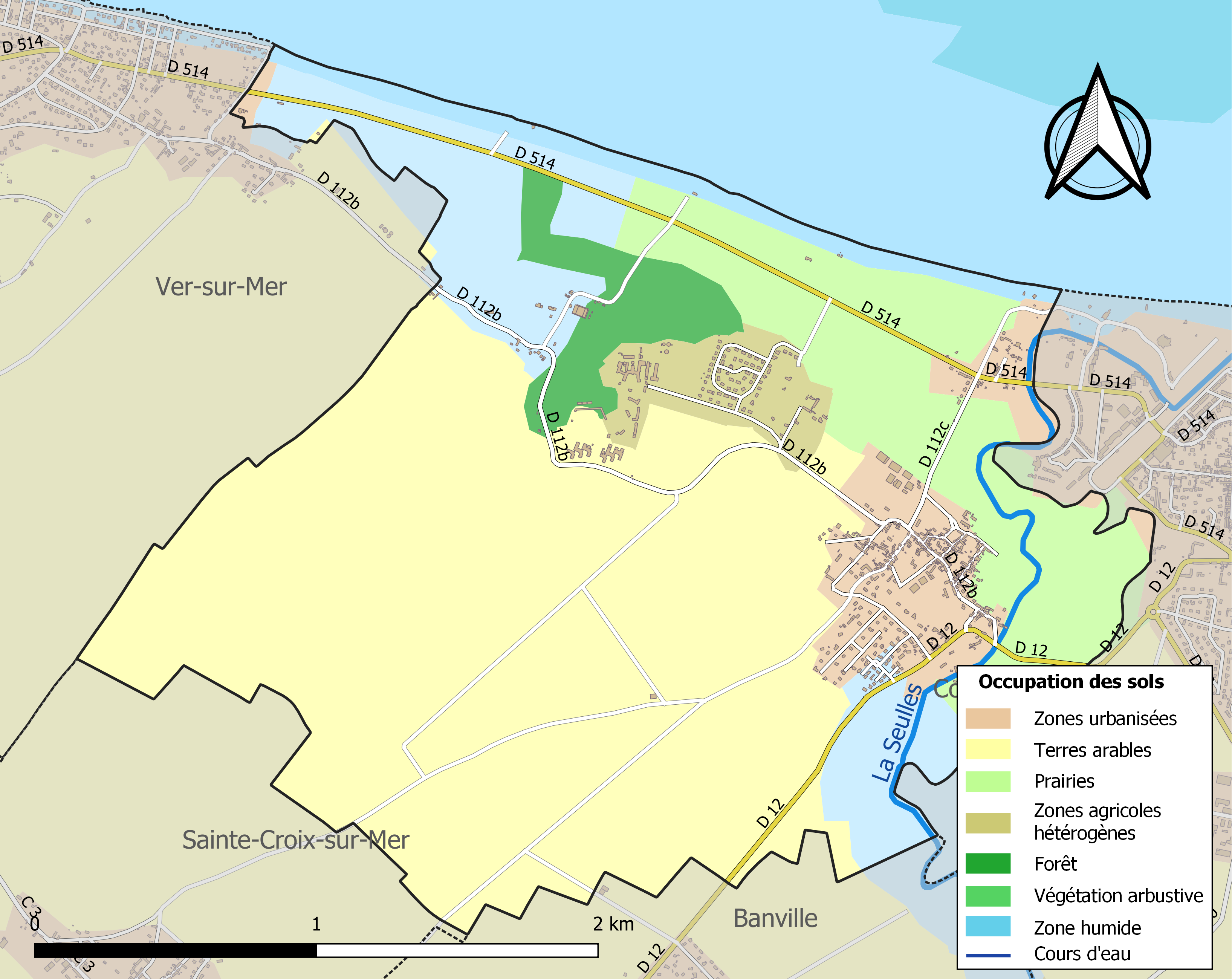
Carte des infrastructures et de l'occupation des sols de la commune en 2018 (CLC).

## Toponymie
Le nom de la localité est attesté sous les formes Grai vers 1052, Grey et Greye vers 1085, Graieum en 1086, Graye en 1159, Graia en 1172, Gray en 1183, Grae en 1203, Graieium en 1282, Gray en 1686, Graye-sur-Mer en 1815.
Ce toponyme pourrait dériver du nom gallo-romain Gradus, apparenté au celtique Grady qui signifie « illustre » ou « noble », ou du nom gallo-romain Gratus signifiant « agréable »[réf. nécessaire].

## Histoire
La plage de Graye-sur-Mer appartenait au secteur Juno Beach lors du débarquement de Normandie. La ville est libérée par les soldats canadiens des Royal Winnipeg Rifles le 6 juin vers 9 h.
La ville a abrité un hôpital de campagne où ont été soignés les soldats blessés lors du débarquement. Cet hôpital provisoire était abrité dans la salle paroissiale, rue Grande, à quelques dizaines de mètres de la mairie. Il était dirigé par le major Clarke[réf. nécessaire] qui a été aidé dès le 6 juin par Josée Madelaine, une infirmière de l'hôpital de Caen de 44 ans qui logeait temporairement chez la famille Gimaud[pertinence contestée].

## Politique et administration
| Période                                  | Période  | Identité             | Étiquette | Qualité              |
| ---------------------------------------- | -------- | -------------------- | --------- | -------------------- |
| 1959                                     | 2007     | Michel Grimaux       |           |                      |
| 2007                                     | 2020     | Jean-Pierre Lachèvre | SE        | Retraité du commerce |
| 2020                                     | En cours | Pascal Thiberge      |           |                      |
| Les données manquantes sont à compléter. |          |                      |           |                      |

## Démographie

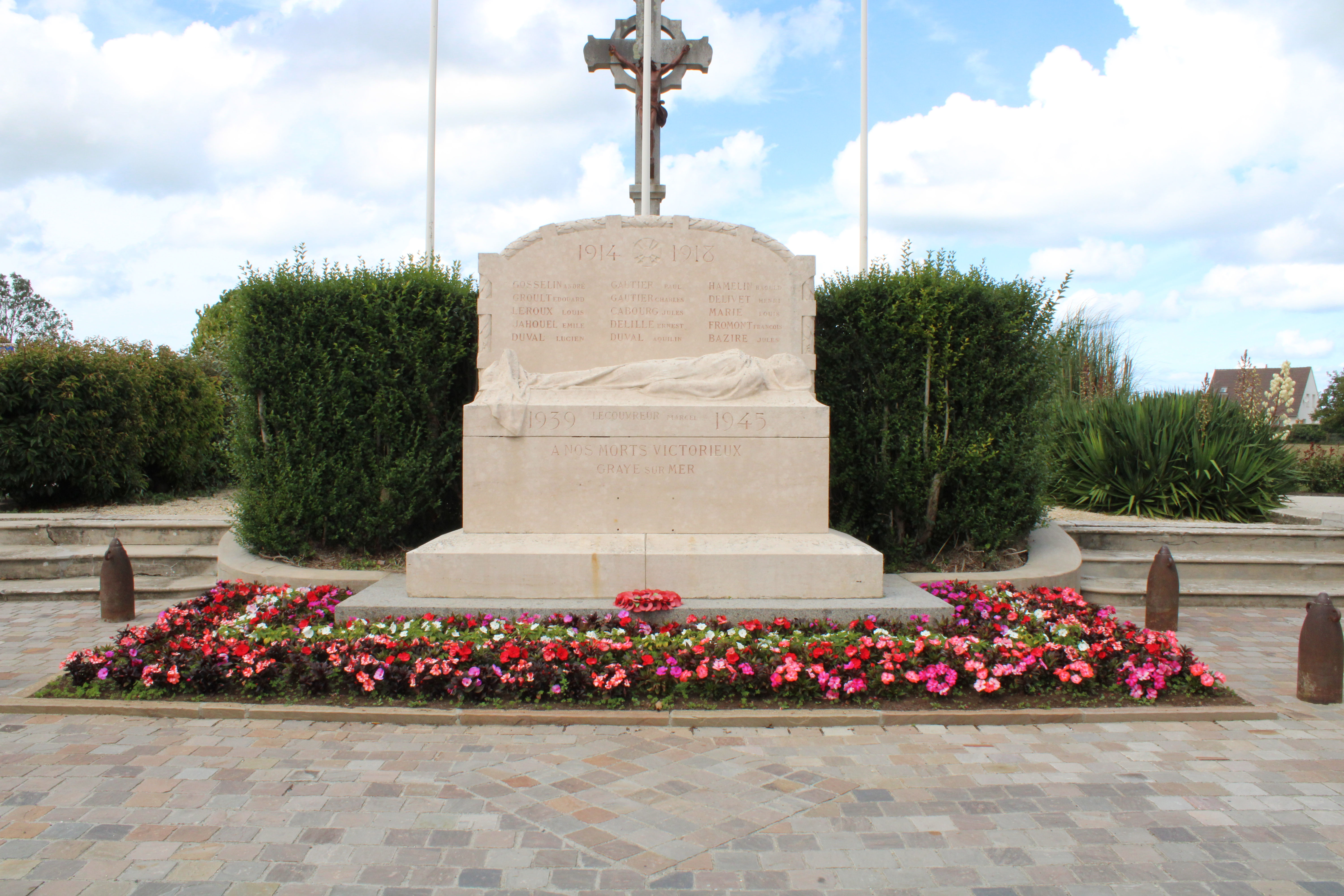
Le monument aux morts de la Première Guerre mondiale.

L'évolution du nombre d'habitants est connue à travers les recensements de la population effectués dans la commune depuis 1793. Pour les communes de moins de 10 000 habitants, une enquête de recensement portant sur toute la population est réalisée tous les cinq ans, les populations de référence des années intermédiaires étant quant à elles estimées par interpolation ou extrapolation. Pour la commune, le premier recensement exhaustif entrant dans le cadre du nouveau dispositif a été réalisé en 2008.
En 2022, la commune comptait 767 habitants, en évolution de +16,92 % par rapport à 2016 (Calvados : +1,58 %, France hors Mayotte : +2,11 %).
| 1793 | 1800 | 1806 | 1821 | 1831 | 1836 | 1841 | 1846 | 1851 |
| ---- | ---- | ---- | ---- | ---- | ---- | ---- | ---- | ---- |
| 533  | 435  | 530  | 499  | 496  | 497  | 498  | 506  | 526  |

| 1856 | 1861 | 1866 | 1872 | 1876 | 1881 | 1886 | 1891 | 1896 |
| ---- | ---- | ---- | ---- | ---- | ---- | ---- | ---- | ---- |
| 514  | 501  | 450  | 439  | 414  | 404  | 416  | 407  | 369  |

| 1901 | 1906 | 1911 | 1921 | 1926 | 1931 | 1936 | 1946 | 1954 |
| ---- | ---- | ---- | ---- | ---- | ---- | ---- | ---- | ---- |
| 350  | 333  | 310  | 301  | 287  | 547  | 635  | 569  | 464  |

| 1962 | 1968 | 1975 | 1982 | 1990 | 1999 | 2006 | 2008 | 2013 |
| ---- | ---- | ---- | ---- | ---- | ---- | ---- | ---- | ---- |
| 460  | 416  | 405  | 525  | 567  | 593  | 644  | 652  | 633  |

| 2018 | 2022 | - | - | - | - | - | - | - |
| ---- | ---- | - | - | - | - | - | - | - |
| 714  | 767  | - | - | - | - | - | - | - |

## Culture locale et patrimoine

### Lieux et monuments

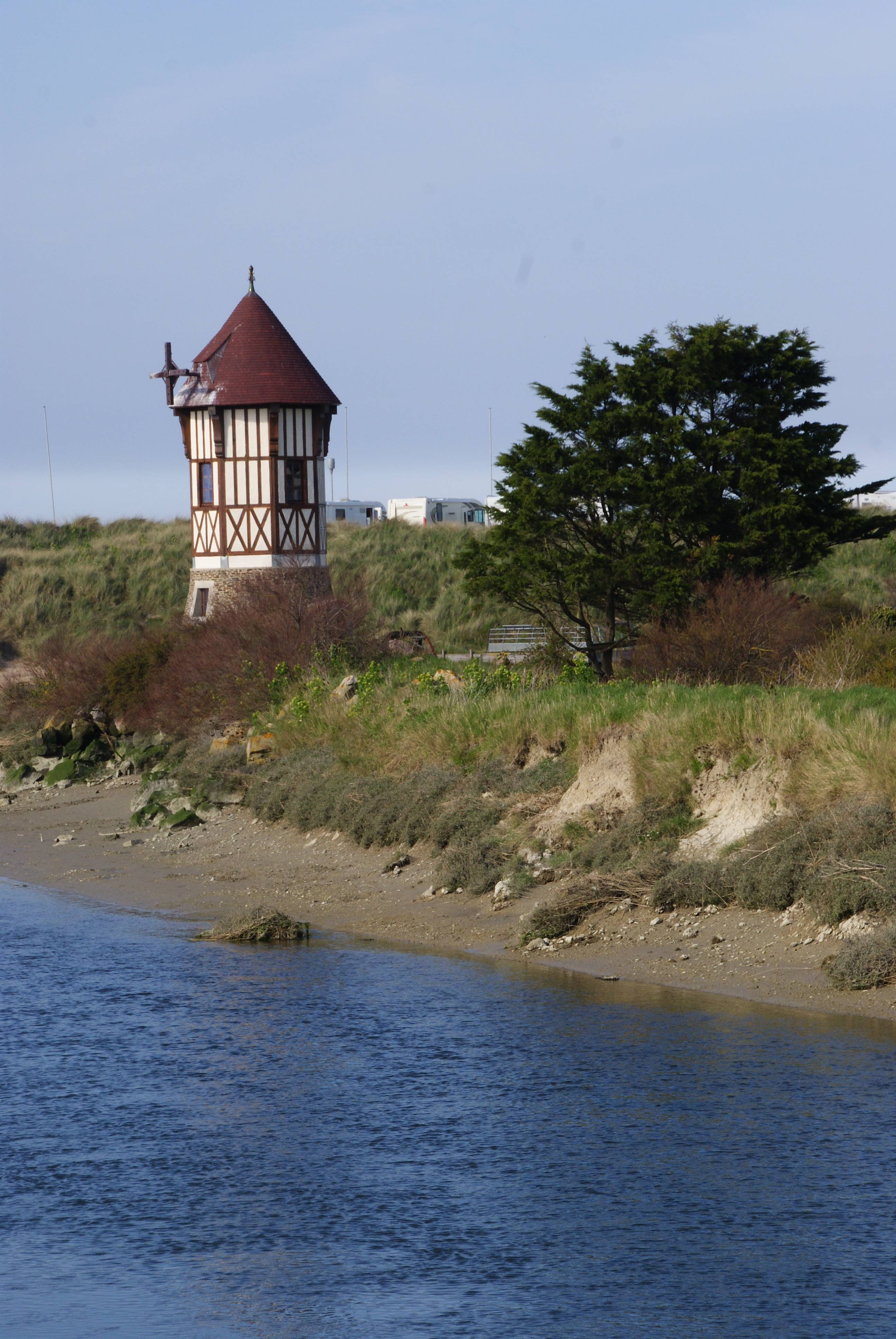
Le moulin de Graye.

- Église Saint-Martin (construite au XIe siècle, réédifiée au XIIIe siècle) ainsi que le presbytère. Le clocher de l'église fut détruit par la foudre, puis lors du débarquement de Normandie.
- La grange aux dîmes.
- Le char britannique Churchill Avre « one Charlie » appartenant au 26th Assault Squadron.
- Sur la limite du territoire communal entre Courseulles-sur-Mer et Graye[30], la croix de Lorraine commémorant le retour sur le sol français du général de Gaulle le 14 juin 1944.
- Signal, monument situé à l'entrée de la plage, sur le site de Juno Beach. Il est financé par l'argent tiré de la vente d'épaves du Débarquement. Il est inauguré en 1954. Il est inscrit dessus : « Ici, le 6 juin 1944, l'héroïsme des forces alliées libère l'Europe ». Le texte y est également inscrit en anglais. Il fait partie d'une série de monuments semblables, portant le même titre, situés dans les communes où le Débarquement de 1944 eut lieu.
- Le lavoir au lieu-dit la Patine daté de 1892 qui fait l'objet d'un recensement à l'inventaire général du patrimoine culturel[31]. En 1994, on y fixa des plaques commémoratives pour le cinquantième anniversaire du débarquement des Canadiens à Juno Beach et la libération de Graye-sur-Mer.
- Les marais de la basse vallée de la Seulles, site inscrit zone naturelle d'intérêt écologique, faunistique et floristique[32].
- Monument aux morts (1922), œuvre de Lucienne Heuvelmans, Grand prix de Rome en 1911.

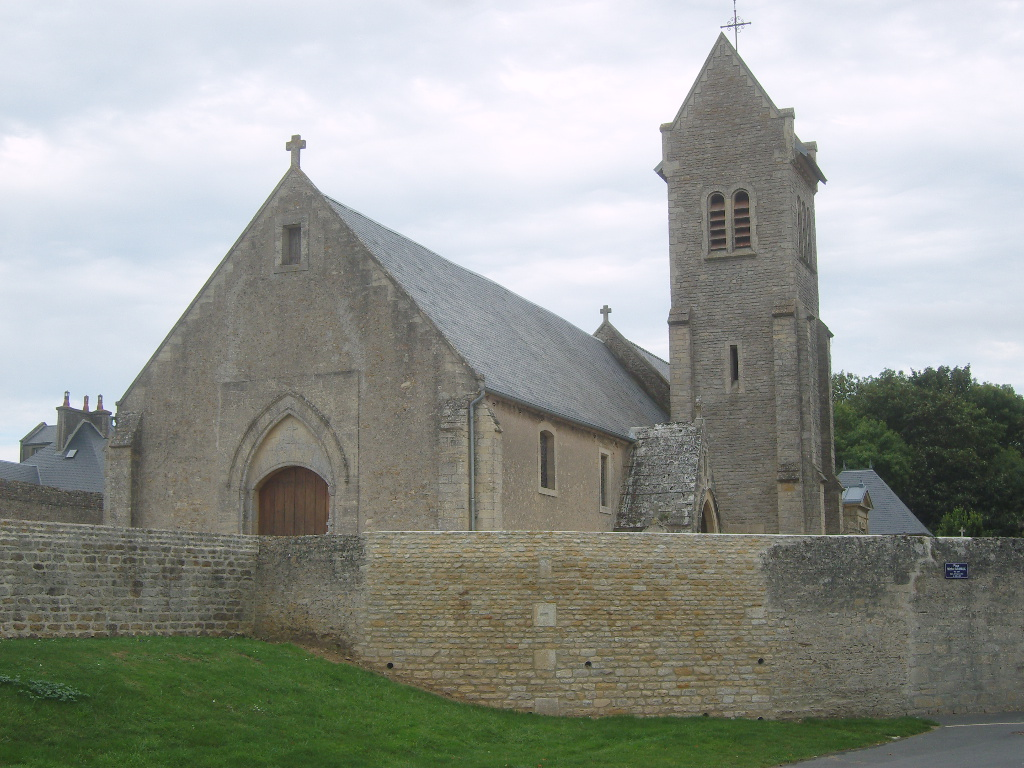
L'église Saint-Martin.
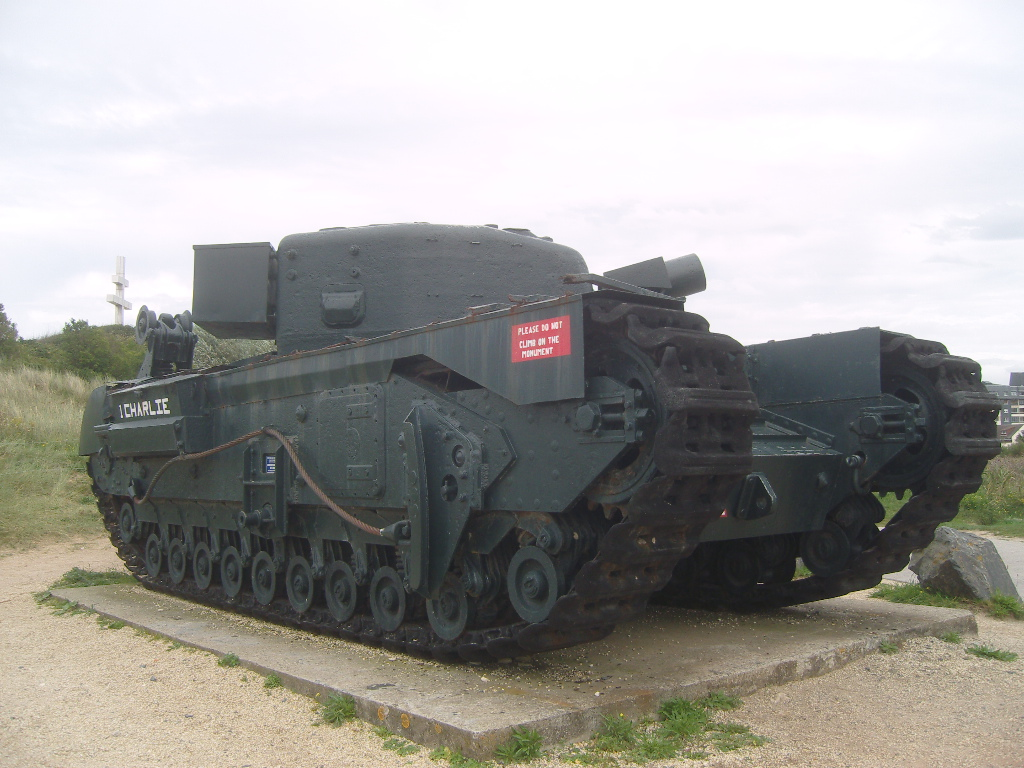
Le char Churchill Avre.
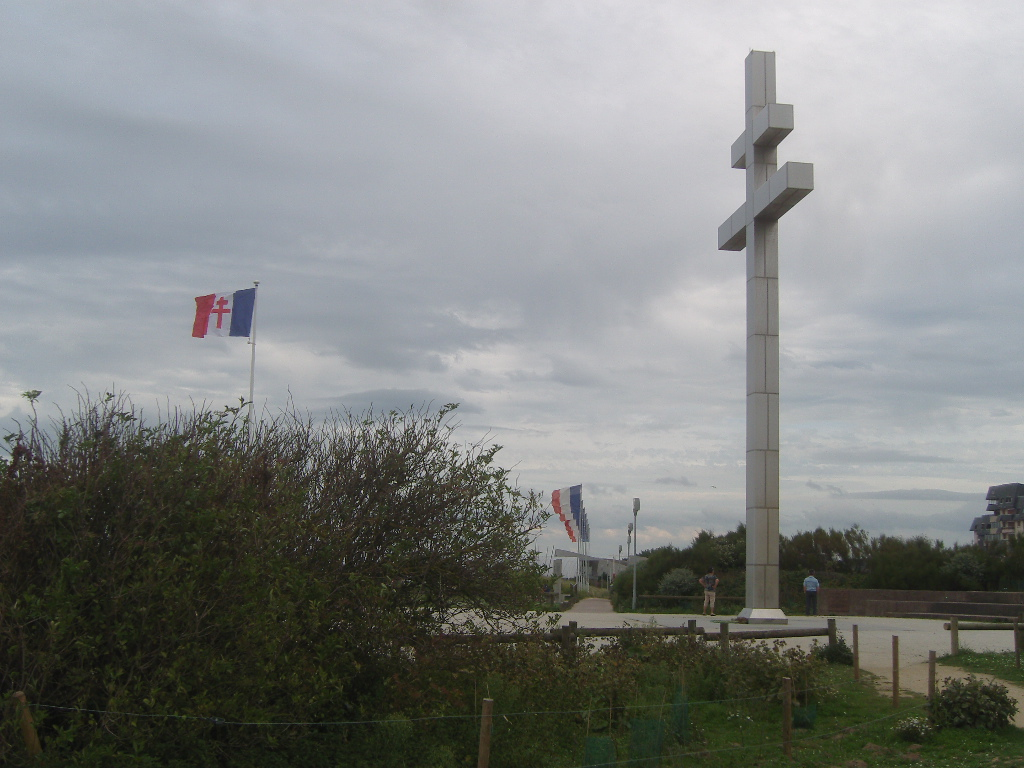
La croix de Lorraine.
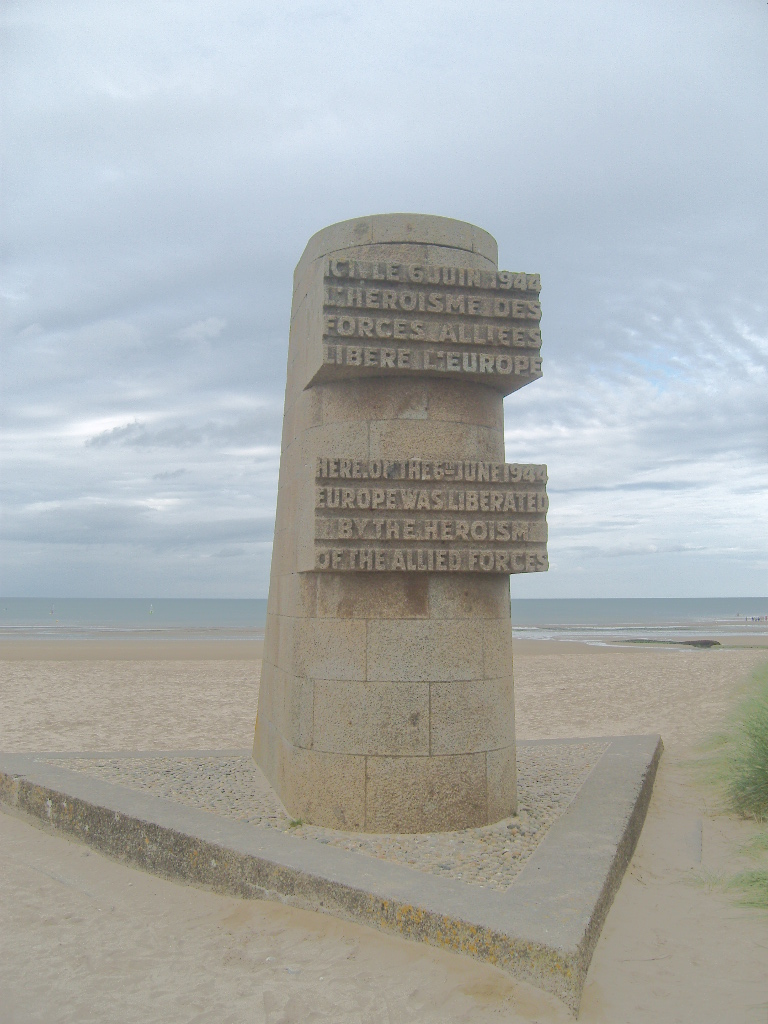
Monument Signal
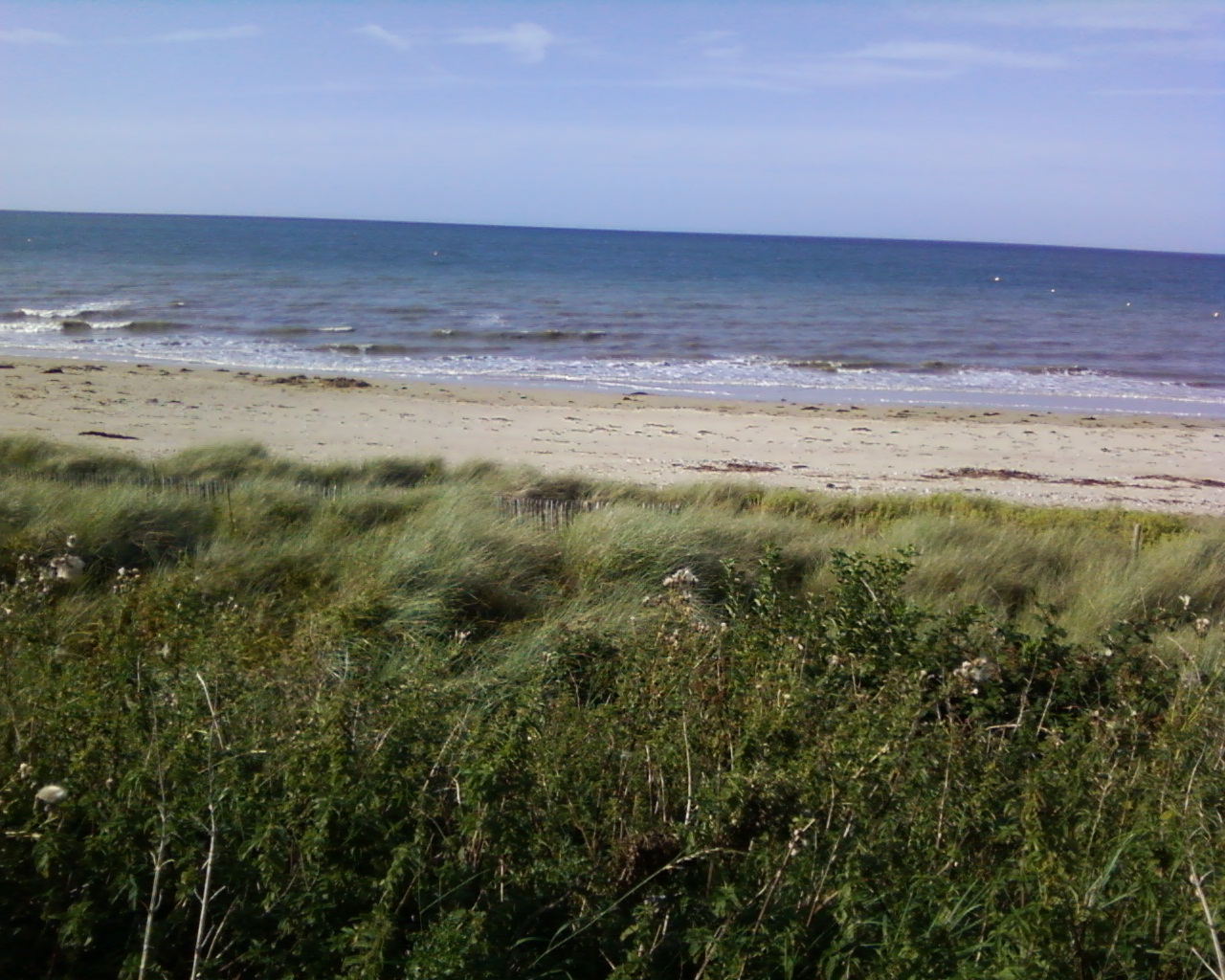
Juno Beach.
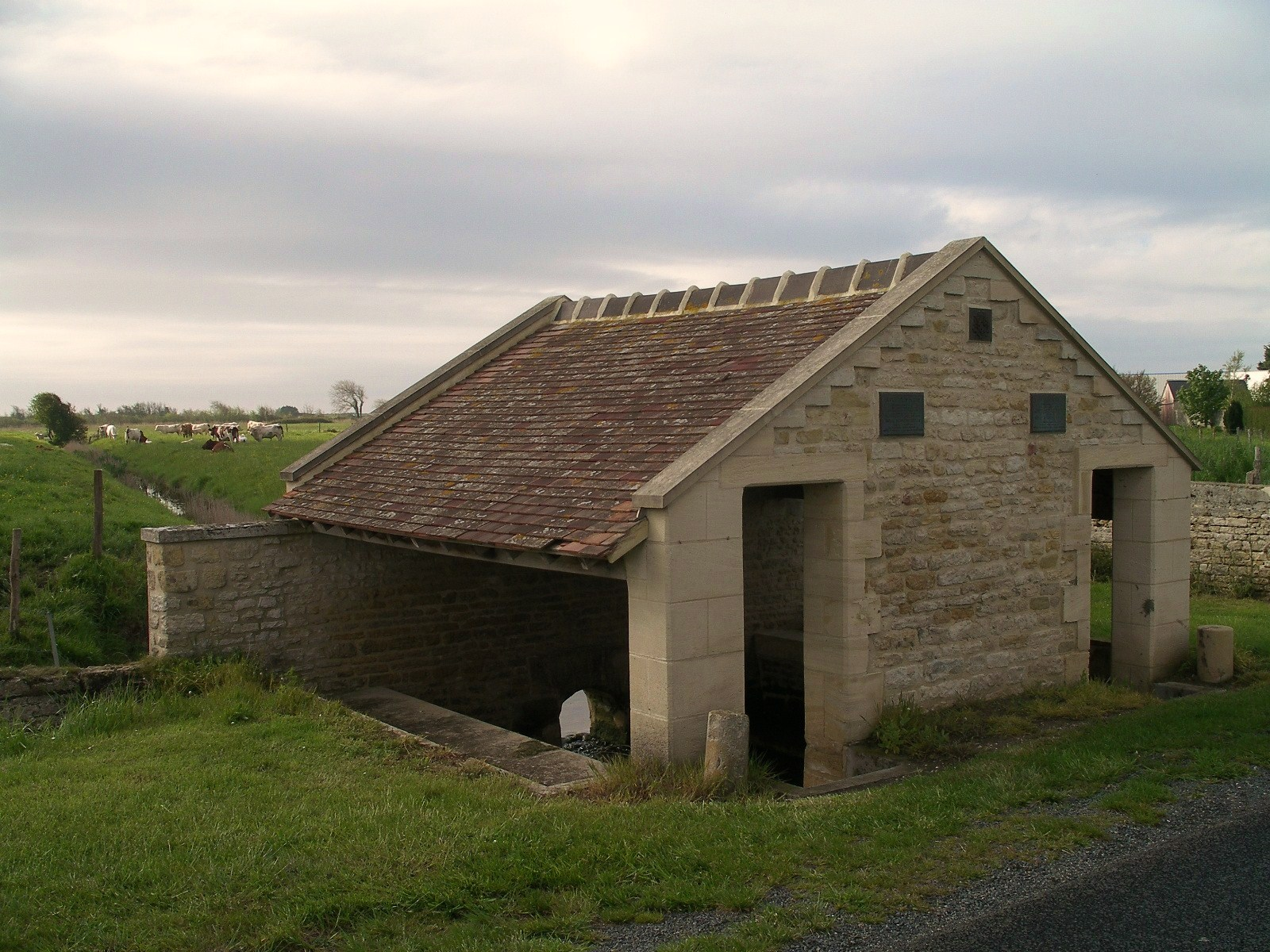
Le lavoir de la Platine.
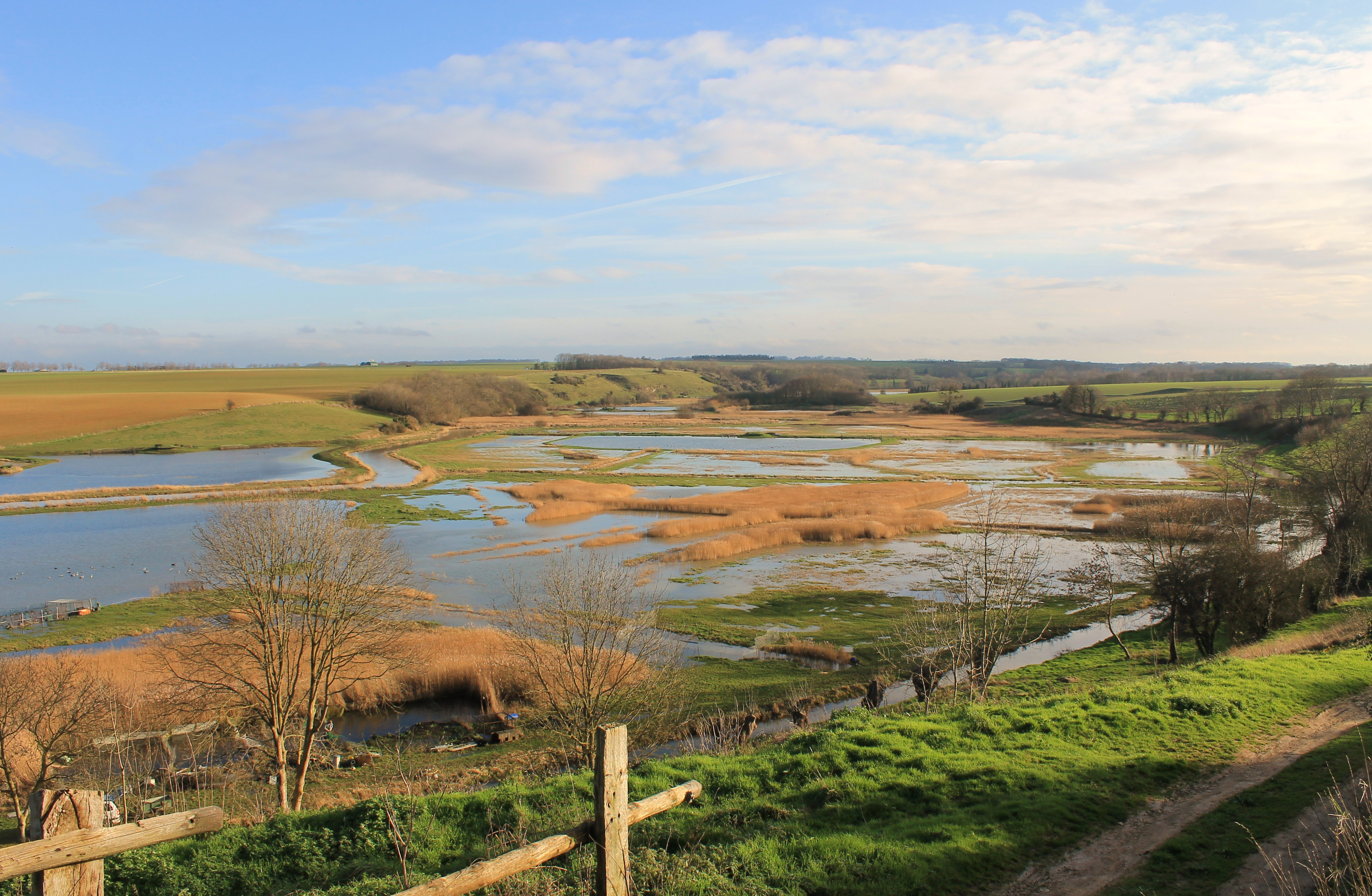
Les marais de la Seulles.

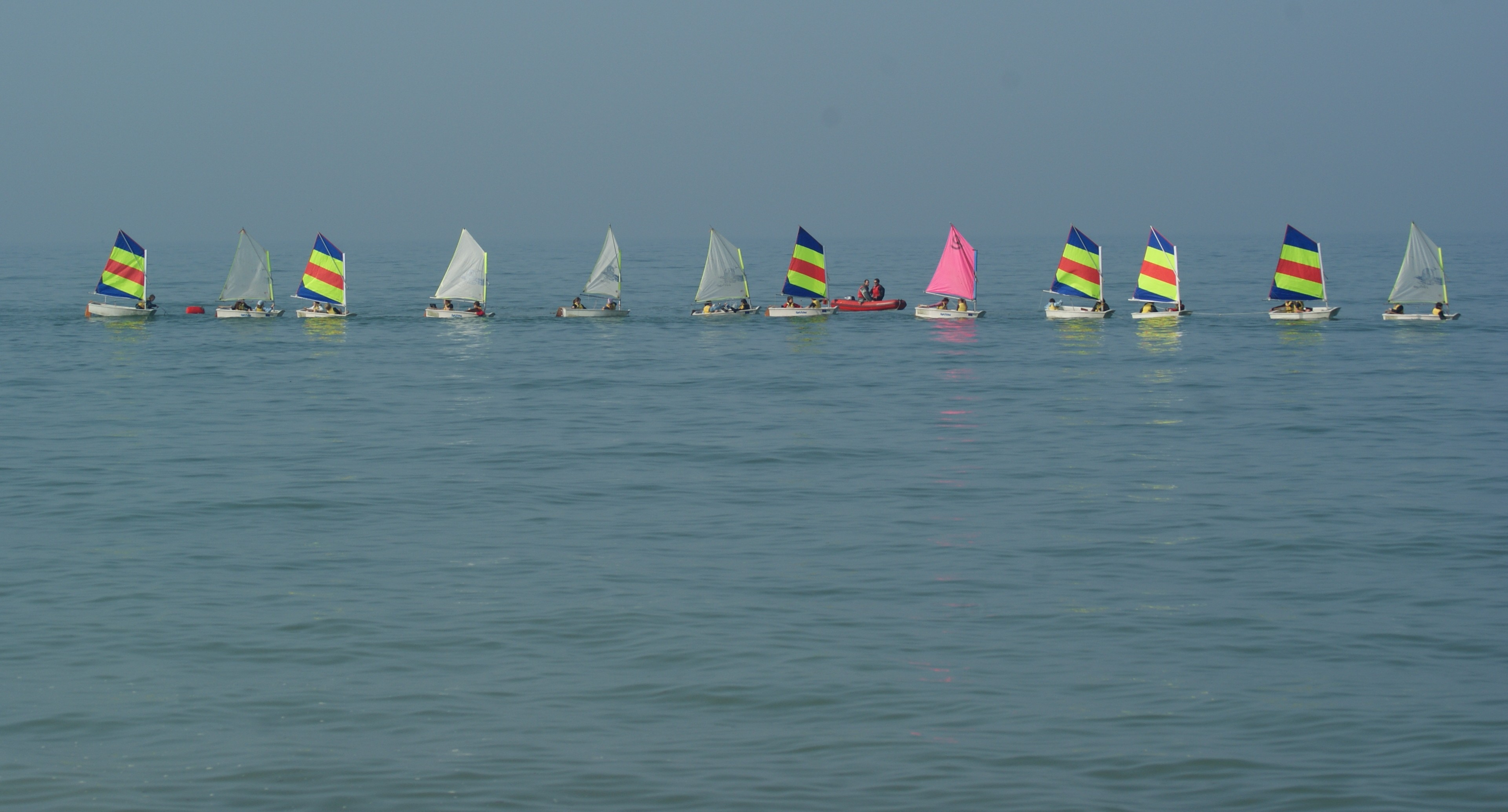
Cours de voile à Graye-sur-Mer.

Cartes postales anciennes
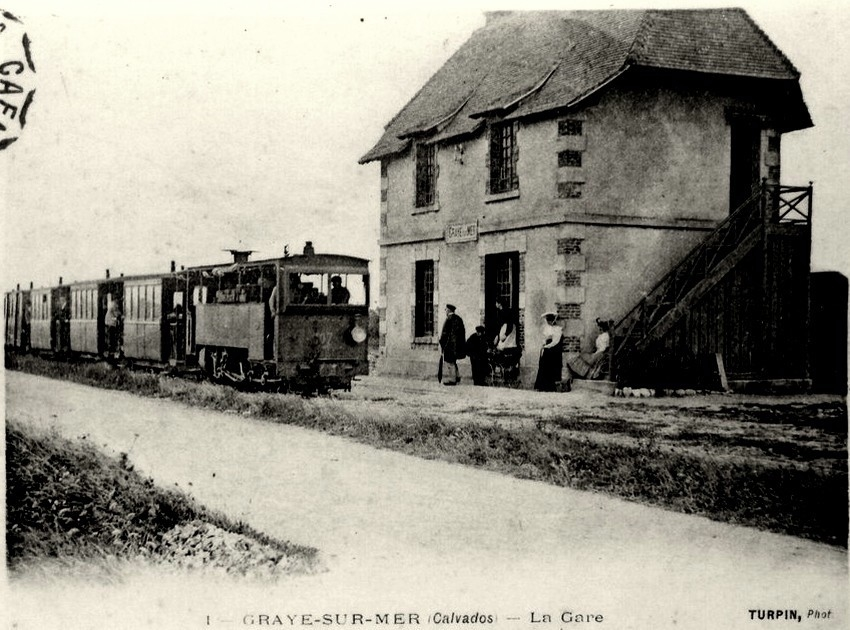
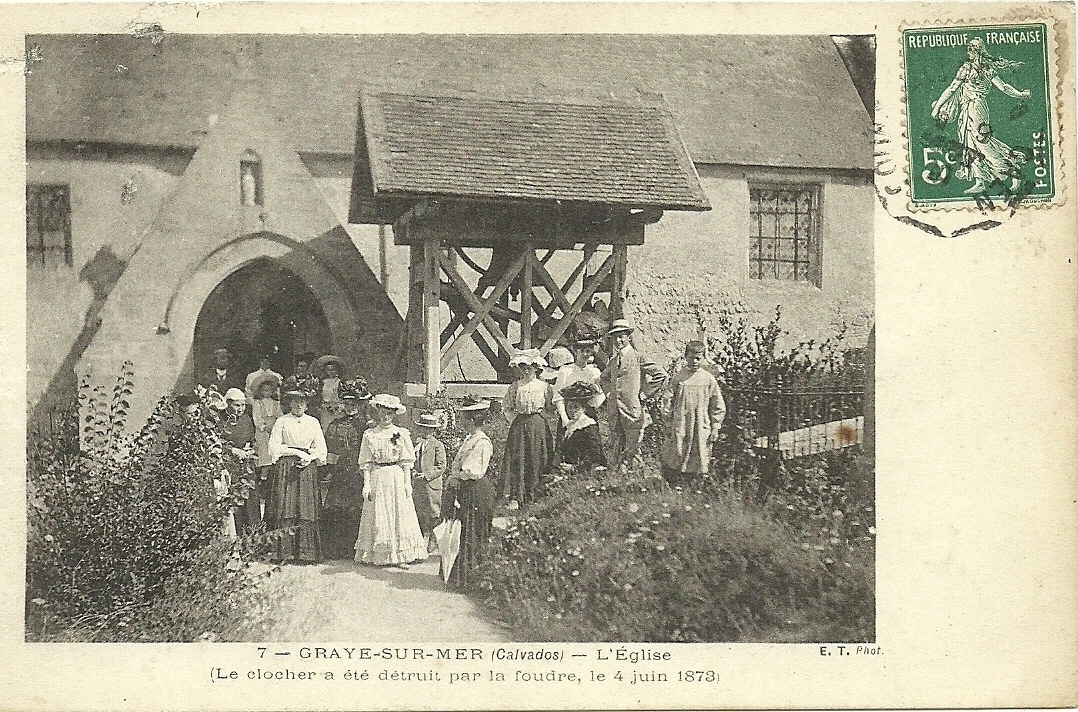
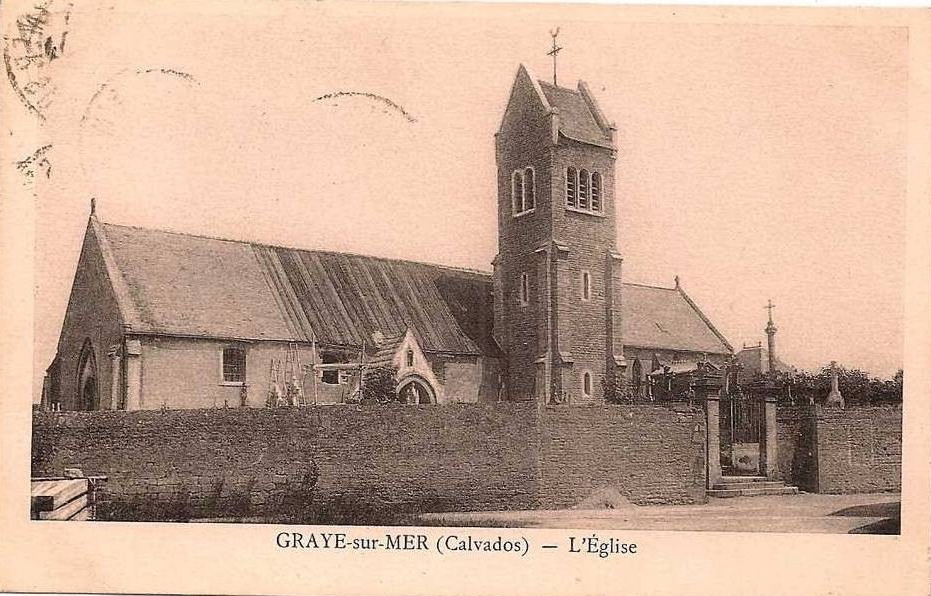
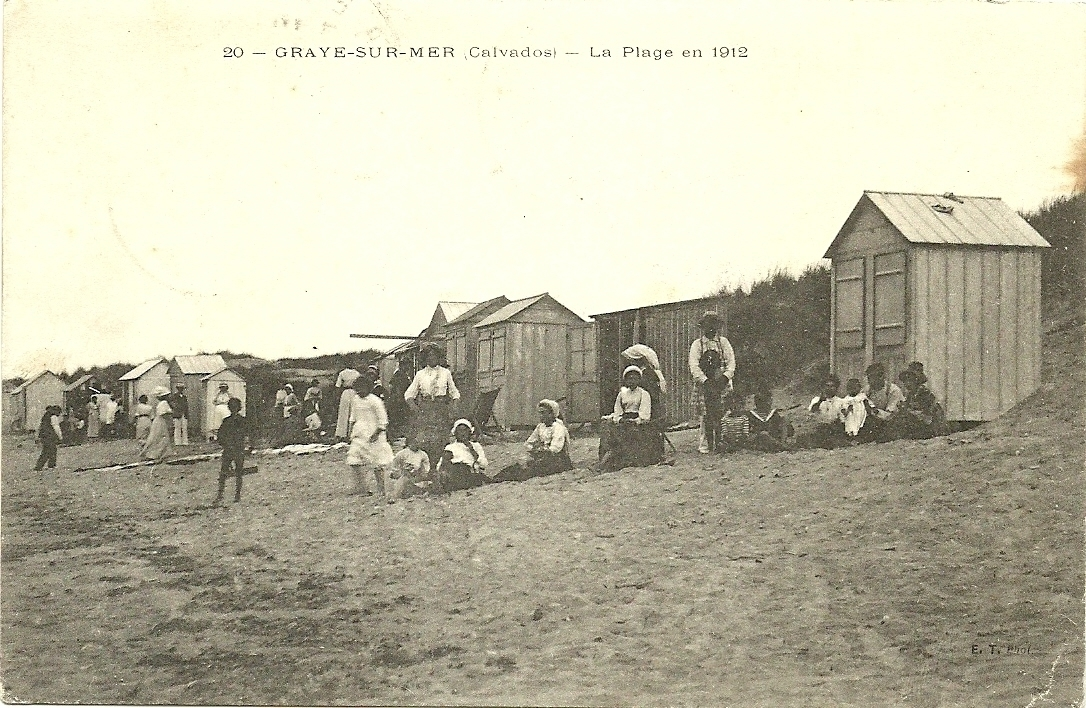
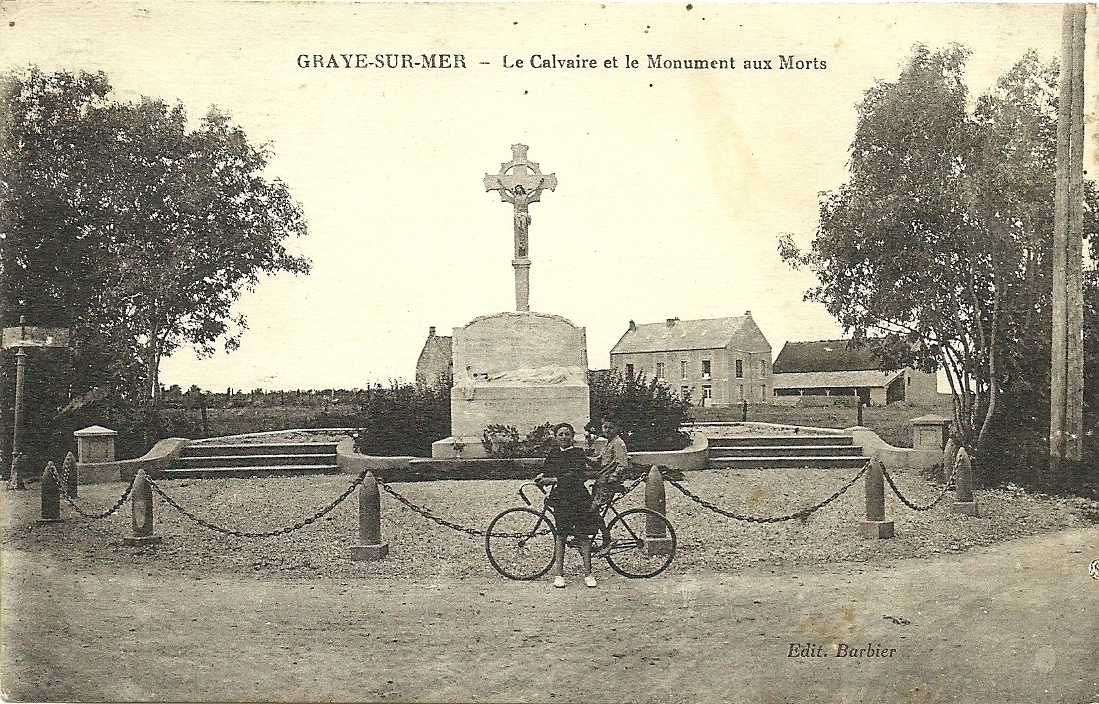
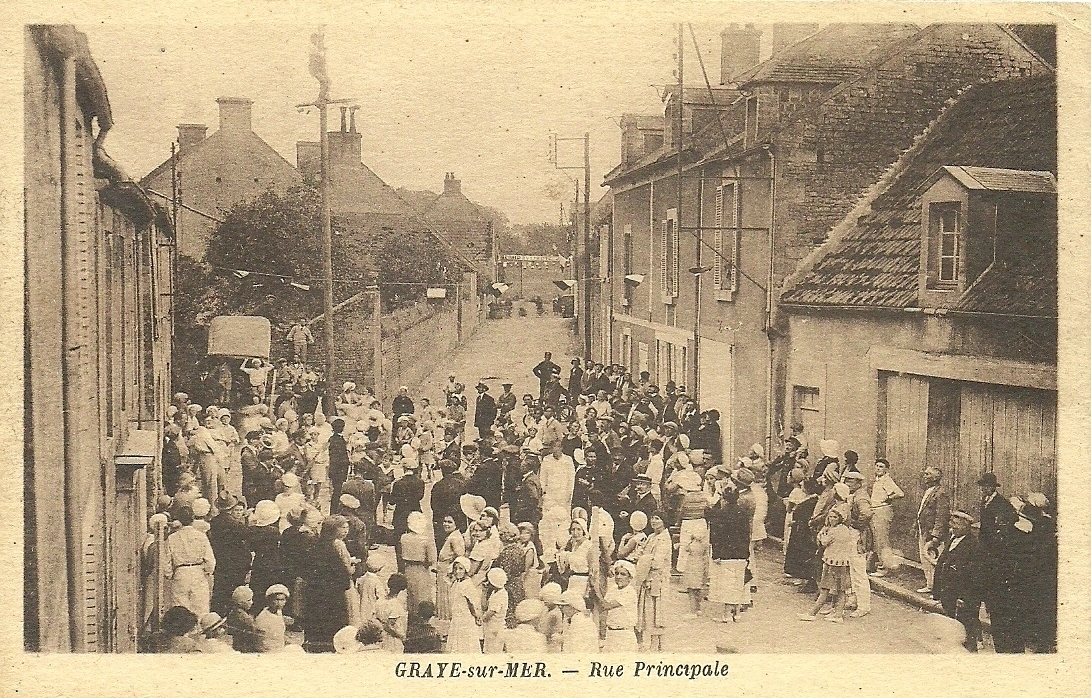

### Personnalités liées à la commune
- André Desvages, né le 12 mars 1944 dans la commune, est  un ancien coureur cycliste professionnel. Il a gagné une étape du Tour de France 1968.

### Héraldique
| Armes de Graye-sur-Mer | Les armes de la commune de Graye-sur-Mer se blasonnent ainsi : De sinople au chevron d'or accompagné en chef de deux trèfles du même et en pointe d'un besant d'argent bordé de gueules chargé d'une ancre avec sa gumène du même. |